# Steve Rushton
Steve Rushton (Chertsey, Inglaterra, 30 de outubro de 1987) é o baixista e co-vocalista da banda britânica de pop punk Son Of Dork.

## Mr Cheerful
Desde cedo estudou anos no colégio. Steve Rushton foi compositor, cantor e guitarrista da banda Mr. Cheerful. A banda foram influenciados por artistas como Elvis Presley e Green Day.

## Son Of Dork
Steve Rushton é ex-membro da banda de pop / punk Son Of Dork, iniciada pelo ex-membro do Busted, James Bourne.
A banda foi muito criticada pelo seu primeiro single "Ticket Outta Loserville" por conseguir apenas o terceiro lugar no "UK Singles Charts".

## Hannah Montana O Filme
Steve Rushton gravou duas faixas chamadas Everything I Want e Game Over para a trilha sonora do filme musical da Disney Hannah Montana: The Movie e o filme estreou nas salas de cinema em todo o mundo e no o Brasil no dia 12 de Junho de 2009. Steve Rushton faz uma pequena participação no filme durante o número musical de suas músicas.

## Atualmente
Steve está produzindo algumas bandas do Reino Unido e recentemente produziu um álbum de uma banda chamada "Eighth Wave"'.